# Rómulo Pico Adobe
Rómulo Pico Adobe, también conocido como Ranchito Rómulo y Andrés Pico Adobe, fue construido en 1853 y es la residencia más antigua en el valle de San Fernando y la segunda residencia más antigua de Los Ángeles. Localizado en la sección de Mission Hills de la ciudad, Rómulo Pico Adobe está a una corta distancia de la Misión del Señor Fernando, Rey de España. Fue listado en el Registro Nacional de Sitios Históricos en 1966.

## Historia temprana
Localizado en el Boulevard Sepulveda, la parte original de Romulo Pico Adobe fue construida en 1834 por los nativos americanos Tongva-Fernandeño, Tataviam-Fernandeño, y Chumash-Ventuaño de la Misión de San Fernando. El propósito original de la estructura es desconocido aunque el adobe estuvo localizado en el centro de las huertas de la Misión y los viñedos circundantes.
Antes de 1846, el edificio original era constituido por lo que ahora es el salón. En 1845 a Juan Manso y a Andrés Pico, bajo la ley de secularización de propiedades de la Iglesia Católica, les fue concedido un arrendamiento de nueve años por el Gobernador y hermano mayor de Andrés Pío Pico. Consistía de las tierras de la Misión de San Fernando, Rey de Eés Pico vendió su parte de los territorios del Rancho ex-Misión San Fernando a su hermano Pío Pico en 1862. En 1873, Rómulo Pico y Andres Pico encontraron la casa, en la mitad norte del ahora dividido Rancho en ruinas a raíz del abandono.
Se le da el crédito a Rómulo de restaurar el rancho y de añadir una cocina y dos alas nuevas a la antigua construcción. También colocó piso de madera sobre el piso original de azulejos. Un segundo piso fue añadido, aproximadamente, en 1873 y en 1869 Pio Pico vendió su mitad al sur del Valle de San Fernando a Isaac Lankershim. En 1874, los herederos de Eulogio de Celis vendieron su mitad del norte del Rancho Ex-Misión de San Fernando al Senador Estatal de California Charles Maclay y a sus socios George K. Porter, un fabricante de zapatos de San Francisco y a su hermano Benjamin F. Porter. Esta venta no incluyó las ruinas de la Misión y el entorno inmediato. Es por esto que Rómulo y Catarina Pico vivieron en el Ranchito Rómulo por muchos años antes de mudarse a Los Ángeles. Mantuvieron el adobe hasta los últimos años de 1890 y lo utilizaron como una estancia nocturna para las visitas que hacían al valle. En los años siguientes este fue alquilado o vendido varias veces hasta que finalmente fue abandonado.

## Deterioro y restauración

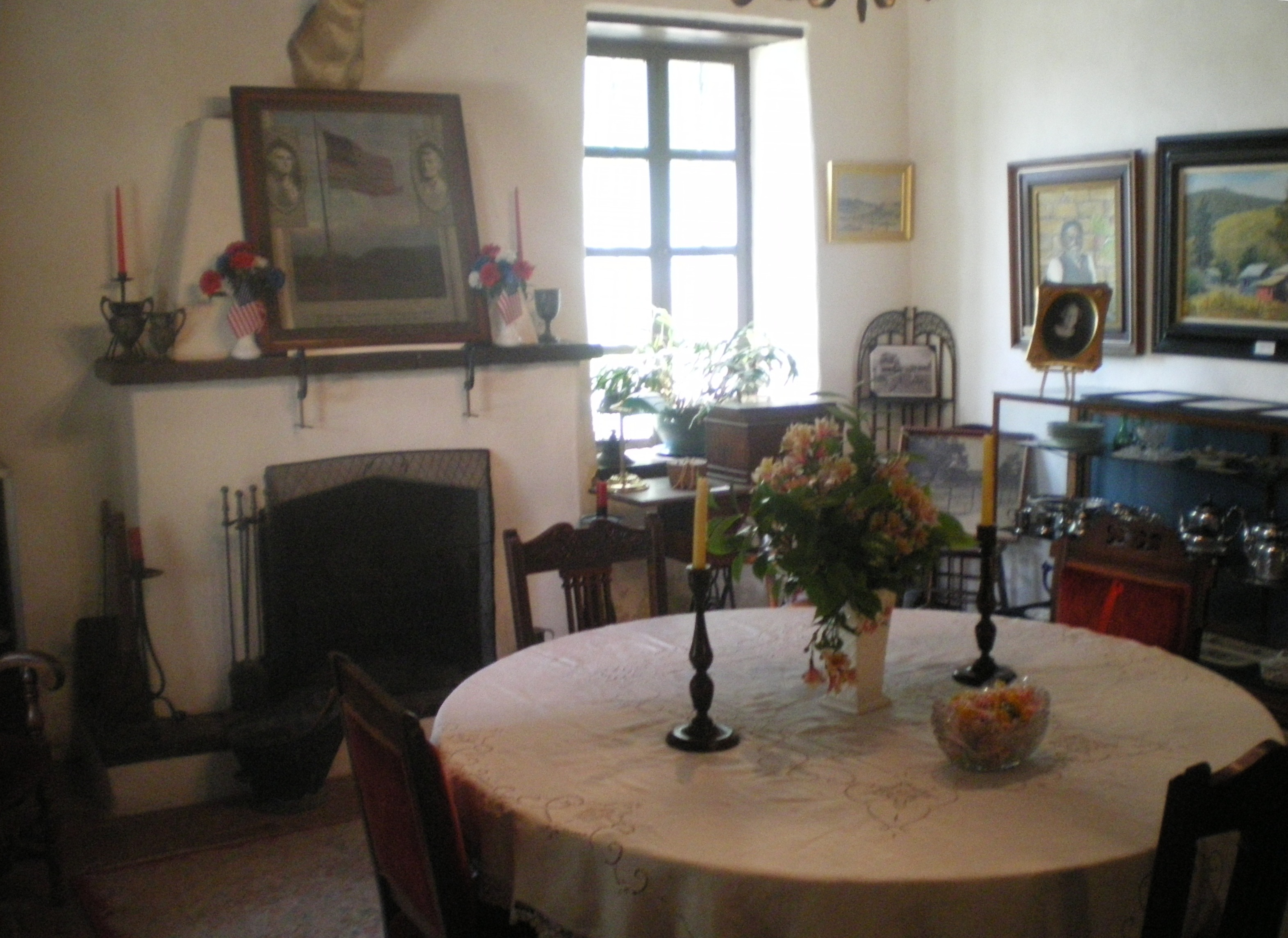
Comedor de Rómulo Pico Adobe con la chimenea original

La estructura vacante sufrió un deterioro muy fuerte y fue víctima de vandalismos durante las primeras dos décadas del siglo XX. Ladrones y cazadores de fortuna se llevaron parte del adobe. Algunos inclusive levantaron los pisos, cavaron el suelo y derrumbaron paredes con la esperanza de encontrar oro o tesoros escondidos. En 1930, Mark Raymond Harrington, conservador del Museo del Suroeste, adquirió la propiedad de los herederos de la familia Lopez. Harrington restauró la propiedad después de adquirirla.

## Uso actual como museo.

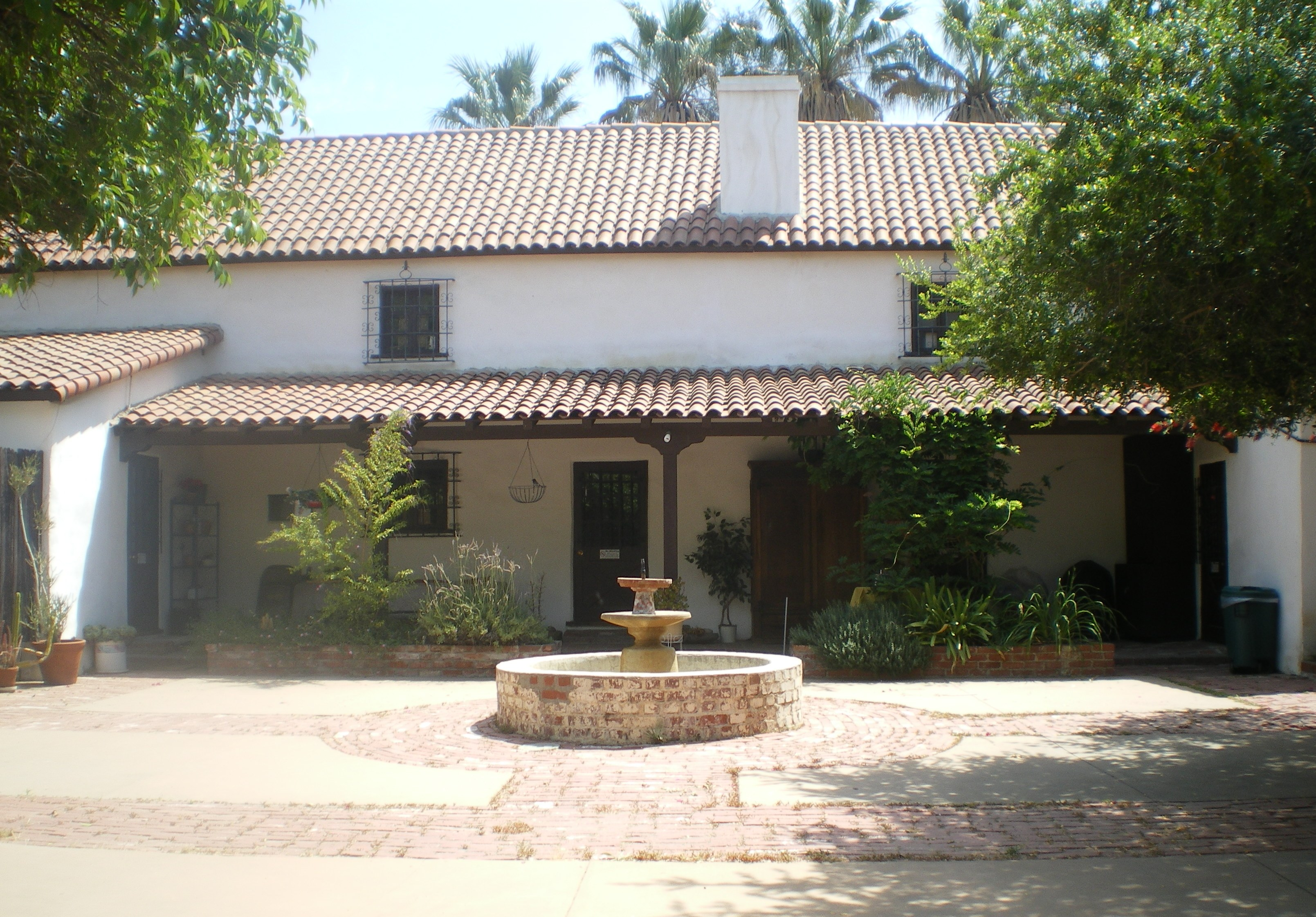
El patio de Pico Adobe.

En 1965 la Ciudad de Los Ángeles adquirió la propiedad. Esta sufrió daños en 1971 durante el terremoto de Sylmar. La ciudad tuvo que quitar la chimenea y una sección del muro de la oficina tuvo que ser reparada. Las tierras están administradas por el Departamento de Recreación y Parques de la Ciudad. El adobe está dirigido por la Sociedad Histórica del Valle de San Fernando, misma que restauró el interior y opera un "museo viviente" en el lugar. El adobe también es utilizado para las reuniones mensuales de la Sociedad Histórica, bodas, recepciones, almuerzos, cenas, y picnics. Se llevan a cabo eventos especiales como "Días del Rancho" que representa la antigua forma de vivir en California y se celebra durante el tercer domingo de septiembre. También se lleva a cabo una representación de la procesión de Navidad al estilo mexicano en el sábado previo a la Navidad.
En el parque se encuentra la Habitación de Lectura Lankershim, la única estructura que prevalece del Rancho Lankershim, el cual una vez cubrió una gran parte del sur del Valle de San Fernando. El pequeño edificio octagonal fue trasladado al parque en 2001.

## Señalamiento como sitio histórico

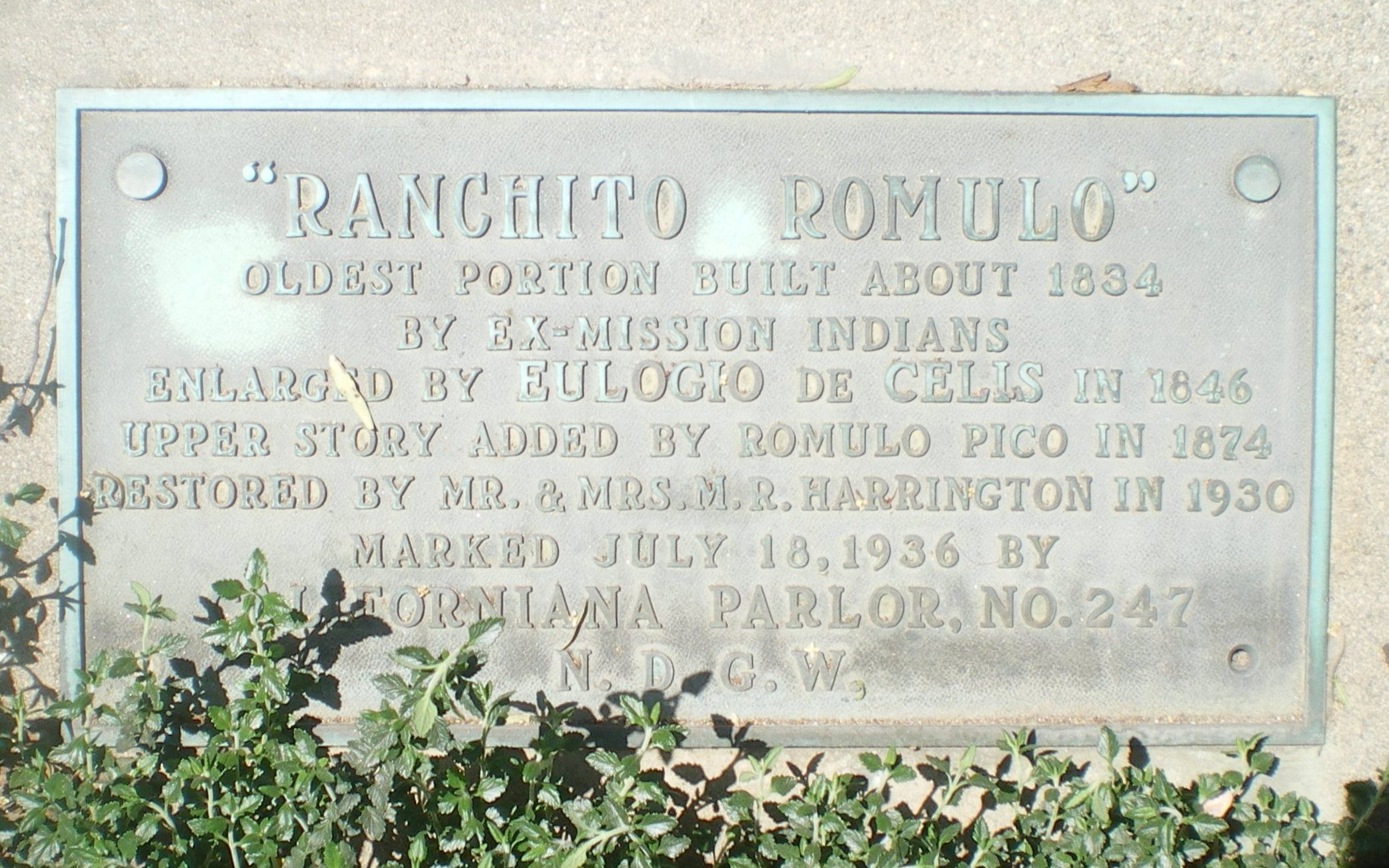
Marcador Histórico de California en el Pico Adobe

El Rómulo Pico Adobe ha sido listado como edificio histórico en la ciudad, estado y a nivel nacional:
- En 1939 fue registrado como una Marca Histórica de California (#362).[3]
- En 1962 la Ciudad de Los Ángeles incluyó Pico Adobe y Leonis Adobe en su primer grupo de Monumentos Históricos Culturales. Para 2007 ya había más de 850 de los dichos monumentos, siendo Romulo Pico Adobe el Monumento Históricos Cultural #7 de los Ángeles.[1]
- En 1966, el adobe fue listado en el Registro Nacional de Sitios Históricos.[1]